# Tipula (Nobilotipula) brolemanniana
Tipula (Nobilotipula) brolemanniana is een tweevleugelige uit de familie langpootmuggen (Tipulidae). De soort komt voor in het Oriëntaals gebied.